# Кызылсай (Каргалинский район)
Кызылсай (каз. Қызылсай) — упразднённое село в Каргалинском районе Актюбинской области Казахстана. Входило в состав Алимбетовского сельского округа. Код КАТО — 154035300. Исключено из учётных данных в 2013 году.

## Население
В 1999 году население села составляло 117 человек (56 мужчин и 61 женщина). По данным переписи 2009 года в селе проживало 20 человек (9 мужчин и 11 женщин).